# Bari Árpád
Bari Árpád (Budapest, 1953. július 31. –) festőművész, orvos.

## Élete

### Pilisszentivántól Pesterzsébetig, az első sikerek
Gyerekkorát a Buda környéki Pilisszentivánon töltötte, itt végezte el az általános iskolát. A budapesti II. Rákóczi Ferenc Gimnázium-beli érettségi után a Semmelweis Orvostudományi Egyetemen folytatta tanulmányait, ahol 1978-ban általános orvosi diplomát szerzett.
A festészet azonban mindig meghatározó szerepet játszott az életében, s az egyetemi évek alatt is számos önálló és kollektív kiállításon vett részt. Az egyetemi színjátszó kör aktív tagjaként nemcsak szerepelt, de a színpadi kulisszákat is ő festette.
Nyughatatlan élete külső-belső harcaiból sok mindent tudott a művészet segítségével “feldolgozni”, s miután a képeivel mindenütt feltűnést keltett, szentül meg volt győződve arról is, hogy a művészet képes – legalábbis indirekt módon – a világot jobbá tenni. 
Csak rövid ideig dolgozott orvosként, hamarosan kizárólag a művészetből élt.
A pesterzsébeti Csiliben került sor arra a számára sorsdöntő kiállításra 1981 januárjában, ahol a képeit nagyobb közönség elött bemutathatta. Bayer Ilona televíziós újságírónak köszönhetően az akkori TV-Híradó első kiadásába került be a róluk szóló tudósítás, és meglepő országos visszhangja lett.
A megnyitót követő reggelen fél óra leforgása alatt az összes kép elkelt. Egyszerű emberek nevei mellett színészek, írók, neves képzőművészek írásait őrzi, Rodolfótól Patay Lászlón át Vilt Tiborig a Csili-beli vaskos vendégkönyv. 

### New Yorktól Aschaffenburgig
1982 elején egy idősebb hölgy érkezett egyenesen New Yorkból, mert reprodukciókat látott Bari képeiről. A hölgy galériát készült nyitni, s úgy vélte, megtalálta azt a festőt, akit egész életében keresett. A szándéka szerint azonnal együtt utaztak volna vissza az USA-ba. 1982-ben ez a szocialista Magyarországról megvalósíthatatlan volt. A beadott útlevélkérelmet azonnal elutasították. Csak fellebbezés és hosszú huzavona után tudott 1984 elején New Yorkba repülni.
Az engedélyezett három hónap persze nem bizonyult elegendőnek, így a kiállítási meghívásokra hivatkozva Bari igyekezett legális útlevél-hosszabbításokat elérni.
Viharos hónapok következtek, nem egészen szabad akaratából állandóan költözött. Washington, Párizs, Frankfurt, újra Párizs, aztán München volt a lakcíme, mígnem 1985 végén Aschaffenburgban kötött ki, ahol kisebb-nagyobb megszakításokkal azóta is él.
Ide is egy kiállítási meghívás miatt érkezett, s annyira megtetszett neki a kisváros légköre, hogy akkori élettársával, Erzsébet nevű kislánya édesanyjával spontán otthonául választották. Mire hosszú küzdelem után végre elérték, hogy az akkor már négyéves "Erzsók" kiutazhatott a szüleihez, anyja már minden reményt feladott. Egyre mélyebbre süllyedt a depresszióban, végül az önkéntes halált választotta.
A szörnyű, személyes katasztrófa után Bari Árpád csak új barátai és művésztársai támogatásával tudott újra nagy nehezen magára találni.
1987-ben került sor arra a kiállításra, amely, mint egykor a Csili-beli kiállítás Magyarországon, ezen a környéken is egycsapásra ismertté tette Bari Árpád művészetét. A háború után kiállítóteremmé átépített egykori Jezsuita-templom rangos kiállításoknak adott és ad otthont a Majna parti kisvárosban, melyet valaha enyhe klímája miatt „bajor Nizzának” neveztek és az utolsó bajor királyok kedvelt üdülőhelye volt.  
A Hidegháború végét követő átrendeződések nemcsak a nagypolitikában hoztak változásokat, sokak privát életét is alaposan megkeverték. 

### Orvosi missziókban a Fülöp-szigetektől Csádig
Bari Árpád újra dolgozni kezdett orvosként is, egy kis privát klinikán, és megkapta a német állampolgárságot. Saját bevallása szerint ugyanis egyre nyilvánvalóbbá vált számára, hogy a világot aligha lehet művészettel – főleg festészettel – megváltani. A világjárást már korábban elkezdte, India, Nepál, Thaiföld és Kenya magánúton való beutazása után a Fülöp-Szigetekre 1997 elején már dolgozni ment. Orvosként a „rolling clinic“ állomásain gyógyította az arra rászorulókat. Még ugyanabban az évben újra Kenyába repült, Nairobi egyik legnagyobb nyomornegyedében, Mathare Valley-ban indított a segélyszervezettel, amelynek képviseletében akkor dolgozott, egy ún. „slum-ambulanciát“. 
Ha valaki rendszeresen segélyszervezetekkel dolgozik, egészen másként fogja látni a világ bajait. Bari Árpád 1999 elején a Cap Anamur nevű német segélyszervezettel Szudánba ment, majd ugyanezen év őszétől az Orvosok határok nélkül holland szekciójának tagjaként Ausztráliába repült, és az első segélycsapattal érkezett Kelet Timor szigetére, miután a nemzetközi haderő a zavargások után a helyzetet stabilizálni tudta. 2000 tavaszán Zambiába repült, a szomszédos Angolában dúló akkori polgárháború menekültjeinek orvosi ellátására. Egypár hónappal később már Eritrea hegyei közt járt, hogy egy másik háború menekültjeinek ellátásában vegyen részt. Itt ismerte meg későbbi feleségét, aki tolmácsként és asszisztensként segítette hónapokon át a munkáját. Két gyermekük született.
Később, privát életének gyökeres megváltozásával ritkultak a nagyobb utazások.
2004-ben Csádban dolgozott a szudáni határ közelében, ahol tízezerszámra érkeztek menekültek Darfurból. Ezúttal a Nemzetközi Vöröskereszt keretében volt úton.

### Szülőhazájában is megismerik újra a nevét: könyvek, kiállítások, sikerek
Bari Árpádnak eddig öt könyve jelent meg német nyelven. A legelső, amelyben ennek a „kettős élet“-nek (u.i. „orvos, vagy festő“) a dilemmáiról tudósított, s főleg a képei keletkezési háttereit világítja meg, megjelent magyarra fordítva is a Fekete Sas kiadónál 2000-ben „A teljesség vágya“ címmel. Az „Imígyen szólt Hippokrátész“ a missziós munka epizód-történeteivel eddig csak németül olvasható.
Az elmúlt évek során többször is rendeztek majd 40 év után Magyarországon is újra kiállításokat Bari Árpád képeiből, Budapest mellett vidéki városokban is, mint pl. új itthoni lakcímén Pilisvörösváron. Mindez a magyar médiákban is visszhangot keltett. (Pl. az átfogó élettörténet a Sikeres Nők 2007. novemberi számában Bayer Ilona tollából, beszélgetés a Club-Rádióban, vagy a TV2 Reggeli gondolatok adásában, a Heti TV-ben stb.) A 2000-es években született képek tematikáiban fel-felvillannak ugyan a missziós munka benyomásai is, ám egészében ezek is abba a fejlődési vonalba illeszkednek, amely valaha magyar tájon, valahol Buda mellett egy kis dunántúli faluban, Pilisszentivánon vette kezdetét.
2023 elején jelent meg régen tervezett életmű-albuma „Ambrosia” címmel magyarul és németül a Gabbiano Print Kiadónál Budapesten. Ebben ötven év alatt született, máig mintegy 1200 festményből álló „életmű” képeiből több mint 200 színes reprodukció látható.

## Kiállítások
- 1972 – Budapest, Fiatal Művészek Klubja (kollektív)
- 1973 – Budapest, Medikus Klub
- 1974 – Pécs, Orvosegyetem Klubja
- 1974 – Budapest, Markusovszky Kollégium – "Dada" (2 művész)
- 1974 – Budapest, Jahn Kollegium
- 1976 – Budapest, Medikus Klub
- 1978 – Hársfa Kollégium társalgója
- 1981 – Budapest, CSILI Galéria
- 1981 – Miskolc, Diósgyőri Vasas Művelődési Központ
- 1981 – Hotel Béke
- 1981 – A Műszaki Egyetem Klubja (3 művész)
- 1982 – Martfű, a cipőgyár Művelődési Háza
- 1982 – Tata, a szőnyeggyár Művelődési Háza
- 1982 – Dorog, Kultúrház (kollektív)
- 1982 – Oroszlány, Bányászközpont
- 1983 – Csepel, Rideg Sándor Művelődési Ház
- 1983 – Madách Színház ("Az ember tragédiája")
- 1983 – Miskolc, Diósgyőri Vasas Művelődési Központ ("Az ember tragédiája")
- 1983 – Soltvadkert (3 művész)
- 1983 – Budapest, CSILI Galéria ("Az ember tragédiája")
- 1983 – Budapest, Metro Klub
- 1983 – Celldömölk, Kultúrcentrum
- 1983 – Budapest, Almássy tér – 1. retrospektív
- 1983 – Budapest, Vízivárosi Galéria – kollektív
- 1983 – Dunaújváros, Művelődési Központ
- 1983 – Budapest, Gorkij Művelődési Ház
- 1984 – Nagyatád, Néphadsereg Művelődési Háza
- 1984 – Washington DC, Convention Center
- 1984 – Senlis (Franciaország), Fondation Cziffra –
- 1985 – Paris, Galerie du FIAP
- 1985 – Paris, Galerie Crocodile Bleu
- 1985 – Frankfurt, Café Golowin
- 1985 – Maintal, Kunst unterm´Dach
- 1985 – Bergtheim, Galerie in der Schule
- 1985 – München, Galerie Atmo
- 1986 – Wetzlar, Galerie Hauptwache
- 1986 – Budapest, Vízivárosi Galéria
- 1986 – Aschaffenburg, Galerie Bild & Rahmen
- 1986 – Pinneberg, Galerie – 3 Stifte
- 1986 – Kronach, Galerie im Rathaus
- 1986 – Aschaffenburg, Christel´s Weinstube (kollektív)
- 1986 – Nürnberg, Galerie in der Winterstraße
- 1987 – Budapest, Vízivárosi Galéria
- 1987 – Niebüll, Kleine Galerie
- 1987 – Aschaffenburg, Jesuitenkirche
- 1987 – Érd, Kultúrház
- 1987 – Budapest, Vízivárosi Galéria
- 1988 – Glattbach, Altes Feuerwehrhaus
- 1988 – Minden, Bürgerhaus
- 1988 – Winzenhohl, Hotel Klingerhof
- 1988 – Nürnberg, Galerie in der Winterstraße
- 1989 – Bad Ems, Burg Nassau
- 1989 – Chicago (kollektív)
- 1990 – Niebüll, Kleine Galerie
- 1990 – Aschaffenburg, Café Campanile
- 1991 – Aschaffenburg, Kunsthaus am Schloss (kollektív)
- 1993 – München, Galerie Bayerischen Landesbank – 2. retrospektív
- 1993 – Aschaffenburg, Kunsthaus am Schloss
- 1994 – Pilisszentiván, „100 éves az iskola”
- 1995 – Aschaffenburg, Schönborner Hof
- 1995 – Aschaffenburg, Café Hench
- 1995 – Aschaffenburg, Carpe Diem – „Indien mit allen Sinnen...”
- 1996 – Aschaffenburg, City Galerie
- 1996 – Nürnberg, Klosterhof (kollektív)
- 1997 – Mainaschaff, Zur Krone
- 1997 – Kleinwallstadt, Altes Rathaus
- 1998 – Kirn-Sulzbach
- 1998 – Bad Kreuznach, Zum Bäcker Innung Jahresversammlung
- 1998 – Aschaffenburg, AOK – 3. retrospektív
- 1998 – Nürnberg, Mögeldorfer Oase
- 1999 – Karlstein, Rathaus
- 1999 – Aschaffenburg, Galerie Hofgut
- 2001 – Miltenberg, Galerie im Landratsamt
- 2001 – Nürnberg (kollektív)
- 2002 – Nürnberg, Eppelein Saal (kollektív)
- 2002 – Kleinostheim, Galerie Koberstein
- 2003 – Hainburg, Galerie Babylon
- 2003 – Nürnberg, Eppelein Saal (kollektív)
- 2004 – Nürnberg, Asia Lounge (kollektív)
- 2005 – Nürnberg, Kunst auf der Burg (kollektív)
- 2006 – Nürnberg Club Weiser Wölfe (3 művész)
- 2007 – Tótvázsony, Hotel Bakony
- 2008 – Szigetszentmiklós, Szász Endre Galéria
- 2008 – Pilisszentiván, a szentiváni napok keretében
- 2008 – Pilisvörösvár, Mű-hely Galéria
- 2008 – Aschaffenburg, Galerie Dering
- 2009 – Aschaffenburg, Schilling Bank
- 2009 – Erdőkertes, Faluház
- 2011 – Marburg, Universität Augenklinik
- 2011 – Aschaffenburg, Medizinisches Leserzentrum
- 2014 – Aschaffenburg, Galerie Muschik
- 2016 – Aschaffenburg, Galerie Hofgut
- 2018 – Sunndalsora (Norvégia), Galerie Barbara
- 2019 – Aschaffenburg, Café Hench
- 2019 – Pilisvörösvár, Művészetek Háza
- 2022 – Pilisvörösvár, Varázskő Galéria
- 2023 – Budapest, Hegyvidék Galéria (az „Ambrosia" c. könyv bemutatója keretében)
- 2023 – Pilisvörösvár, Városi Könyvtár (az „Ambrosia" c. könyv bemutatója keretében)
- 2023 – Budapest, Ferdinánd Étterem (az „Ambrosia" c. könyv bemutatója keretében)

## Könyvek

### Magyarul
- A teljesség vágya. Szikével és ecsettel – egy kettős élet mozaikjai; Fekete Sas Kiadó, Budapest, 2000
- Ambrosia; Gabbiano Print Kiadó, Budapest, 2023

### Németül
- Sehnsucht nach Harmonie, R.G. Fischer Verlag, 1999
- Bittere Freiheit, R.G. Fischer Verlag, 2000
- Also sprach  Hippokrates, R.G. Fischer Verlag, 2000
- Hier mußt du leben und sterben..., R.G. Fischer Verlag, 2003
- Kulturschock Ungarn, Reise know how Verlag, 2005
- Kulturschock Ungarn,  neu 2. Ausgabe, Reise know how Verlag, 2010